# 張存浩
張 存浩（ちょう そんこう、1928年2月23日 - 2024年7月12日）は、中華人民共和国の物理化学者。中国科学院院士。中国共産党13回、14回全国代表大会代表。第3回全国人民代表大会代表。第8期全国政治協商会議常務委員。

## 経歴
原籍は山東省無棣県で、1928年2月23日に天津市に生まれた。重慶南開中学、福建長汀第一中学を経て、1943年、厦門大学に入学した。1944年、重慶中央大学化学工程系に転入した。1947年、南京中央大学化学工程系（現在の南京工業大学）を卒業。同年、天津南開大学化工系に研究生として入室。1948年から米国のミシガン大学に留学し、修士号を取得。
1950年10月に帰国し、中国科学院研究員を務めた。
2024年7月12日、北京で亡くなった。96歳没。

## 栄典
- 1980年、中国科学院院士
- 1992年、発展中国家科学院院士
- 2007年、イギリス王立化学会会士

## 受賞
- 1956年、国家自然科学賞三等賞
- 1982年、国家自然科学賞三等賞
- 1985年、中国科学院科学技術進歩三等賞
- 1986年、中国科学院科学技術進歩二等賞
- 1989年、中国科学院科学技術進歩一等賞
- 1993年、国家自然科学賞三等賞
- 1994年、中国科学院科学技術進歩二等賞
- 1996年、中国科学院科学技術進歩特別賞
- 1997年、中国科学院自然科学一等賞
- 1997年、国家自然科学二等賞
- 1999年、国家自然科学二等賞
- 2000年、陳嘉庚化学科学賞
- 2002年、何梁何利基金科学と技術進歩賞
- 2013年、国家最高科学技術賞[3]

## 家族
- 父：張鑄
- 母：龍文瑗
- 伯母：張錦 - 夫は傅鷹
- 伯父：張鎛
- 妻：遅雲霞